# Sanzaru Games
Sanzaru Games — американская компания разработчик видеоигр, основанная в 2007 году в Калифорнии. Штаб-квартира компании расположена в городе Фостер Сити. В 2008 году компания выпустила первую игру — Ninja Reflex для Windows, Nintendo DS и Wii. Второй работой компании стало портирование игры Secret Agent Clank, разработанной High Impact Games для PlayStation Portable, на PlayStation 2. Её выпуск для PlayStation 2 состоялся 26 мая 2009 года. Третьей работой студии стала The Sly Trilogy — переработанные в высоком разрешении игры серии Sly Cooper, изначально разработанные студией Sucker Punch Productions для PlayStation 2. Выход The Sly Trilogy состоялся в ноябре 2010 года для PlayStation 3. Далее студия совместно с Big Fish Games занималась разработкой Mystery Case Files: The Malgrave Incident для Wii, выпуск которой состоялся в июне 2011 года. В 2013 году компания выпустила Sly Cooper: Thieves in Time и Bentley’s Hackpack для PlayStation 3 и PlayStation Vita. Название компании основано на трёх обезьянах (яп. 三猿, сандзару), символизирующих буддийскую идею недеяния зла, отрешённости от неистинного.
25 февраля 2020 года было объявлено о приобретении Sanzaru Games компанией Facebook и о присоединении её к подразделению Oculus Studios.

## Список разработанных игр
| Год  | Название                                  | Платформа                        | Оценка Metacritic                         |
| ---- | ----------------------------------------- | -------------------------------- | ----------------------------------------- |
| 2008 | Ninja Reflex                              | Wii, Nintendo DS, Windows        | 49/100 (Wii) 54/100 (DS) 57/100 (Windows) |
| 2009 | Secret Agent Clank                        | PlayStation 2                    | 61/100                                    |
| 2010 | The Sly Trilogy                           | PlayStation 3                    | 85/100                                    |
| 2011 | Mystery Case Files: The Malgrave Incident | Wii                              | 65/100                                    |
| 2013 | Sly Cooper: Thieves in Time               | PlayStation 3, PlayStation Vita  | 75/100 (Vita) 75/100 (PS3)                |
| 2013 | Bentley’s Hackpack                        | PlayStation 3, PlayStation Vita  | —                                         |
| 2013 | Dark Manor                                | iOS                              | —                                         |
| 2014 | Bentley’s Hackpack                        | Android, iOS                     | —                                         |
| 2014 | The Sly Trilogy                           | PlayStation Vita                 | 80/100                                    |
| 2014 | God of War Collection                     | PlayStation Vita                 | 73/100                                    |
| 2014 | Sonic Boom: Shattered Crystal             | Nintendo 3DS                     | 47/100                                    |
| 2016 | Sonic Boom: Fire & Ice                    | Nintendo 3DS                     | 62/100                                    |
| 2016 | Ripcoil                                   | Oculus Rift                      | —                                         |
| 2016 | VR Sports Challenge                       | Oculus Rift                      | —                                         |
| 2016 | Tron RUN/r                                | PlayStation 4, Windows, Xbox One | 64/100                                    |
| 2018 | Marvel Powers United VR                   | Oculus Rift                      | 68/100                                    |
| 2019 | Asgard’s Wrath                            | Oculus Rift                      | 88/100                                    |